# Erika Bleibtreu
Erika Bleibtreu (* 2. März 1940 in Graz) ist eine österreichische Vorderasiatische Archäologin.

## Leben
Erika Bleibtreu wurde 1940 in Graz als Tochter von Gottfried Bleibtreu, einem Neffen der Burgschauspielerin Hedwig Bleibtreu, und seiner Frau Odilia Josepha geborene Tropper geboren. Erika Bleibtreu studierte Vorderasiatische Archäologie an der Universität Graz. 1962 arbeitete sie dort als wissenschaftliche Hilfskraft am Institut für Orientkunde. Sie wurde 1964 promoviert und war ab diesem Jahr als Assistentin an der Universität Wien tätig. 1969 erhielt sie ein Stipendium zum Studium in Oxford. Sie habilitierte sich 1977 an der Universität Wien und wurde dort 1988 Außerordentliche Universitätsprofessorin am Institut für Orientalistik. 2004 trat sie in den Ruhestand.

## Publikationen (Auswahl)
- Zur Problematik von Tierkapelle und Tiersymposion in der mesopotamischen Flachbildkunst. In: Wiener Zeitschrift für die Kunde des Morgenlandes. Band 67, 1975, S. 1–19.
- Die Flora der neuassyrischen Reliefs. Eine Untersuchung zu den Orthostatenreliefs des 9.–7. Jahrhunderts v. Chr. Verlag des Institutes für Orientalistik der Universität Wien, Wien 1980, ISBN 3-900345-01-5.
- mit Richard David Barnett und Geoffrey Turner: Sculptures from the Southwest Palace of Sennacherib at Nineveh. 2 Bände. British Museum Press, London 1998, ISBN 0-7141-1126-0.
- Ein vergoldeter Silberbecher der Zeit Assurbanipals im Miho Museum. Historische Darstellung des 7. Jahrhunderts v. Chr. (= Archiv für Orientforschung. Beiheft 28). Institut für Orientalistik der Universität Wien, Wien 1999, ISBN 3-900345-07-4.
- Iran von prähistorischer Zeit bis zu den Medern. Kurzer Einblick in sechs Jahrtausende iranischer Kulturgeschichte. In: Wilfried Seipel (Hrsg.): 7000 Jahre persische Kunst. Meisterwerke aus dem Iranischen Nationalmuseum in Teheran: Eine Ausstellung des Kunsthistorischen Museums Wien und des Iranischen Nationalmuseums in Teheran. Kunsthistorisches Museum, Wien 2001, ISBN 3-85497-018-8, S. 40–53.
- Iran in prähistorischer und frühgeschichtlicher Zeit. In: Wilfried Seipel (Hrsg.): 7000 Jahre persische Kunst. Meisterwerke aus dem Iranischen Nationalmuseum in Teheran: Eine Ausstellung des Kunsthistorischen Museums Wien und des Iranischen Nationalmuseums in Teheran. Kunsthistorisches Museum, Wien 2001, ISBN 3-85497-018-8, S. 77–185.
- Achaimenidische Kunst. In: Wilfried Seipel (Hrsg.): 7000 Jahre persische Kunst. Meisterwerke aus dem Iranischen Nationalmuseum in Teheran: Eine Ausstellung des Kunsthistorischen Museums Wien und des Iranischen Nationalmuseums in Teheran. Kunsthistorisches Museum, Wien 2001, ISBN 3-85497-018-8, S. 186–219.
- mit Jürgen Borchhardt: Strukturen lykischer Residenzstädte im Vergleich zu älteren Städten des Vorderen Orients. Suna-İnan Kıraç Akdeniz Medeniyetleri Araştırma Enstitüsü, Antalya 2013, ISBN 978-605-4018-18-5.